# Головеньковский
Головеньковский — посёлок в Щёкинском районе Тульской области России.
В рамках административно-территориального устройства является центром Головеньковской сельской администрации Щёкинского района, в рамках организации местного самоуправления является также центром сельского поселения Яснополянское.

## География
Расположен в 6 км к северо-западу от железнодорожной станции города Щёкино.

## Религия

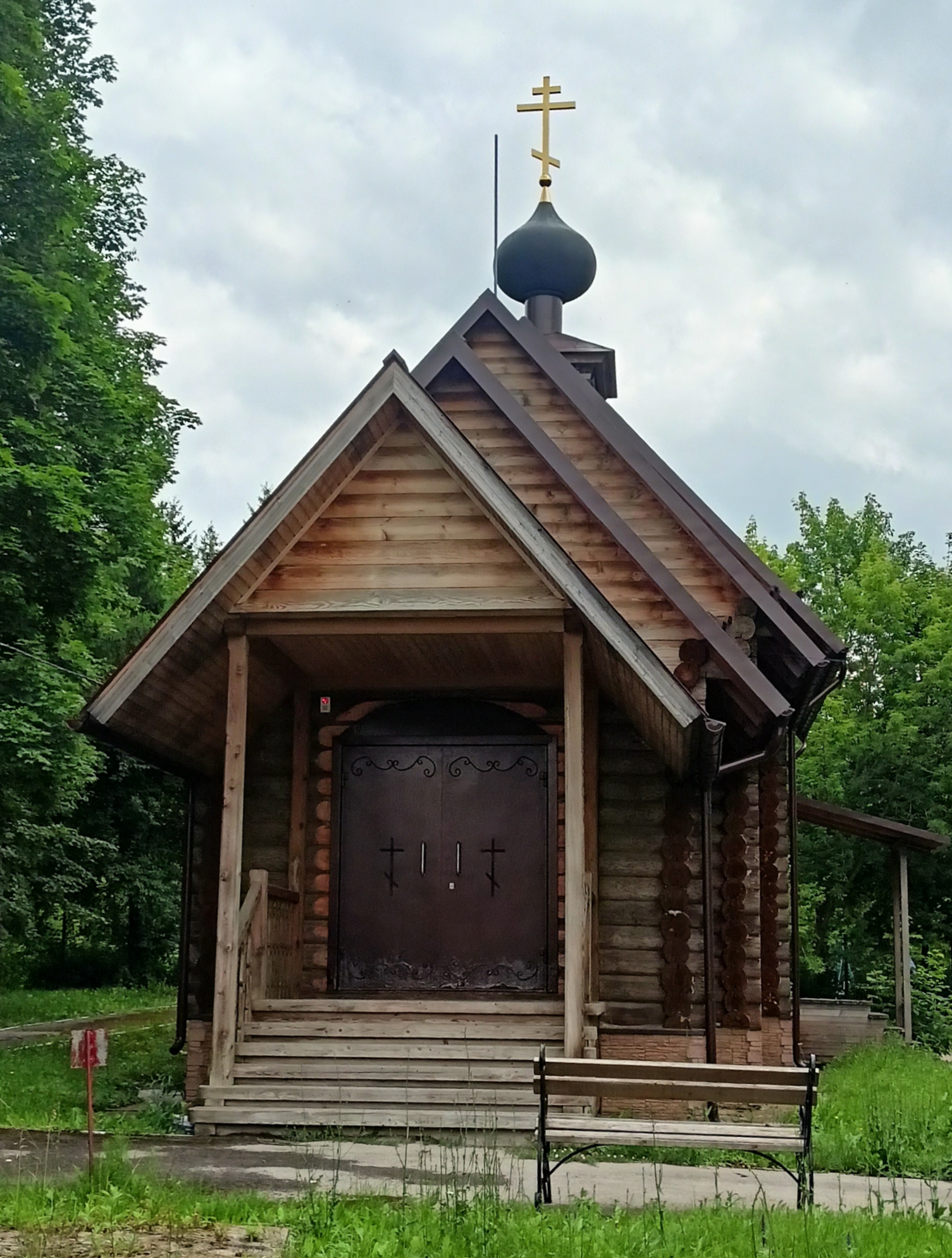
Храм Блаженной Матроны Московской

## Население
| 2002 | 2010 |
| ---- | ---- |
| 832  | ↘687 |